# Lan Xang
Lan Xang (también Lang Xang), o El Reino del Millón de Elefantes, fue un reino del Sureste Asiático constituido en el siglo XIV d. C. por la etnia lao, que alcanzó su máximo esplendor en el siglo XVI. Se fundó tras el matrimonio del príncipe lao, Fa Ngum y una hija del rey jemer de Angkor.
El reino es el precursor del actual Laos y el origen sobre la que asienta la identidad nacional, histórica y cultural de este país.

## Historia
A mediados del siglo XIV, las tribus lao que se habían asentado en el curso medio del Mekong habían alcanzado un estado más avanzado de organización política, dejando de lado su tradicional orden basado en clanes. Este hecho fue paralelo en el tiempo a un debilitamiento del Imperio jemer, asentado en la actual Camboya, por lo cual la aristocracia jemer trató de contener el poderío de los lao.
Ante ello, el rey jemer de Angkor, Jayavarman Paramesvara, casó a una de sus hijas con el príncipe lao, Fa Ngum, y éste, dotado ya de una organización militar fuerte, aprovechó la situación para unificar a las restantes tribus lao bajo su égida y en 1353 logró fundar el reino independiente de Lang Xang, el Reino del Millón de Elefantes, y cuya capital se encontraba en Muong Swa, actualmente la ciudad de Luang Prabang.
Fa Ngum fue un gran líder guerrero que unió los dispersos principados de Laos, y muy a menudo se encontraba en guerra con el reino de Annam (sector norte del actual Vietnam) y el reino de Ayutthaya (centro y sur de la actual Tailandia). El reino adoptó como religión el budismo theravada, a causa de ser esta la religión de sus reyes. Cuando Fa Ngum fue destituido en 1373, le sustituyó su hijo Samsenethai, que organizó el reino y lo consolidó.
El reino de Lan Xang sostuvo grandes guerras contra Annam en 1478-1480, y en esa fecha la caída de la capital del reino, fue el producto de las hostilidades con Annam, sin embargo, los anammeses fueron expulsados del reino inmediatamente, y surgió un periodo de paz. En el siglo XVI se dio la máxima expansión del reino, cuando el rey laosiano reclamó y ganó la corona de Chiang Mai, tras vencer a Siam en 1536.
Pero posteriormente, en 1571, los laosianos tuvieron una intensa guerra con los birmanos, periodo durante el cual, la ciudad de Luang Prabang dejó de ser la capital al ser trasladada a la ciudad de Vientián. En 1574, el reino fue destruido por los birmanos, y las guerras contra éstos no acabaron sino en 1621. Tras un periodo de anarquía, el príncipe Souligna Vongsa accedió al trono y logró mantener la paz con sus vecinos. Tras la muerte de Souligna Vongsa, en 1700, un sobrino suyo accedió al trono con ayuda vietnamita.

### Orígenes
La geografía que ocuparía Lan Xang había sido poblada originalmente por tribus indígenas de de habla austroasiática, como pueblos jmuicos y pueblos viéticos que dieron lugar a las culturas de la Edad del Bronce en Ban Chiang (hoy parte de Isan Tailandia) y de la cultura Dong Son, así como de los pueblos de la Edad de Hierro cerca de la Meseta de Xiangkhoang en la Llanura de las Jarras, Funan y Chenla (cerca de Vat Phou en la Provincia de Champasak).
Las crónicas de la expansión hacia el sur de la dinastía Han proporcionan los primeros relatos escritos de los pueblos de habla Tai-Kadai o Ai Lao que habitaban las zonas de las modernas Yunnan y Guangxi, en China. Los pueblos tai  emigraron al sur en una serie de oleadas que comenzaron en el siglo VII y se aceleraron tras la conquista mongola de Yunnan (1253-1256) hacia el norte de lo que se convertiría en el reino de Lan Xang.
Los fértiles valles del norte del Mekong fueron ocupados por la cultura Dvaravati del pueblo mon y, posteriormente, por el Jemer, donde la principal ciudad-estado del norte era conocida entonces como Muang Sua y, alternativamente, como Xieng Dong Xieng Thong "La ciudad de los árboles de las llamas junto al río Dong", (moderna ciudad de Luang Prabang).
Con el auge del Reino de Sukhothai, las principales ciudades-estado de Muang Sua (Luang Prabang) y el sur hasta las ciudades gemelas de Vieng Chan Vieng Kham (Vientián), quedaron cada vez más bajo la influencia tai. Tras la muerte del rey de Sukhothai Ram Khamhaeng, y las disputas internas dentro del reino de Lan Na, tanto Vieng Chan Vieng Kham (Vientián) como Muang Sua (Luang Prabang) fueron mandalas independientes de Lao-Tai hasta la fundación de Lan Xang en 1353.

### Las leyendas de Khun Borom
La memoria cultural de las primeras migraciones y la mezcla de la influencia tai con la de los indígenas, los mon y los jemeres se conservó en los mitos de origen y las tradiciones de Lan Xang. Las raíces culturales, lingüísticas y políticas que ponen de manifiesto el carácter común de estas primeras leyendas pueden ayudar a comprender Lan Xang y sus relaciones con los reinos vecinos. La Nithan Khun Borum, "Historia de Khun Borom", era el elemento central de estos relatos de origen y constituía la introducción a las Phongsavadan o crónicas de la corte que se leían en voz alta durante las ocasiones propicias y los festivales. A lo largo de la historia de Lan Xang, la legitimidad de la monarquía estuvo ligada a la dinastía única de Khun Lo, el legendario rey de Muang Sua e hijo de Khun Borom.

### Las conquistas del rey Fa Ngum
Las historias tradicionales de la corte de Lan Xang comienzan en el Año del Nāga 1316 (el nāga una serpiente mítica del Mekong y un espíritu protector del reino) con el nacimiento de Fa Ngum. El abuelo de Fa Ngum, Souvanna Khampong, era rey de Muang Sua y su padre Chao Fa Ngiao era el príncipe heredero. De joven, Fa Ngum fue enviado al Imperio Jemer para vivir como hijo del rey Jayavarman IX, donde se le entregó la princesa Keo Kang Ya. En 1343 murió el rey Souvanna Khampong, y se produjo una disputa sucesoria por Muang Sua.
En 1349 se le concedió a Fa Ngum un ejército conocido como los "Diez Mil" para tomar la corona. En ese momento el Imperio Jemer estaba en declive (posiblemente por un brote de Peste Negra y la afluencia combinada de pueblos Tai), tanto Lanna como Sukhothai se habían establecido en lo que había sido territorio Jemer, y los siameses estaban creciendo en la zona del río Chao Phraya que se convertiría en el Reino de Ayutthaya. La oportunidad para los jemeres era crear un estado tapón amistoso en una zona que ya no podían controlar eficazmente con sólo una fuerza militar de tamaño moderado.
La campaña de Fa Ngum comenzó en el sur de Laos, tomando los pueblos y ciudades de la región alrededor de Champasak y avanzando hacia el norte a través de Thakek y la Kham Muang a lo largo del Mekong medio. Desde su posición en el Mekong medio, Fa Ngum buscó ayuda y suministros de Vientián para atacar Muang Sua, a lo que se negaron. Sin embargo, el príncipe Nho de Muang Phuan (Muang Phoueune) ofreció asistencia y vasallaje a Fa Ngum para que le ayudara en una disputa sucesoria propia y le ayudara a asegurar Muang Phuan de Đại Việt. Fa Ngum aceptó y rápidamente movió su ejército para tomar Muang Phuan y luego para tomar Xam Neua y varias ciudades más pequeñas de Đại Việt.
El reino vietnamita de Đại Việt, preocupado por su rival Champa al sur buscaba una frontera claramente definida con el creciente poder de Fa Ngum. El resultado fue utilizar la Cordillera de Annam como barrera cultural y territorial entre los dos reinos. Continuando con sus conquistas, Fa Ngum se dirigió hacia el Sip Song Chau Tai a lo largo de los valles del Rojo y del Río Negro, que estaban fuertemente poblados por Laos. Después de asegurarse una fuerza considerable de laosianos de cada territorio bajo su dominio, Fa Ngum bajó por el Nam Ou para tomar Muang Sua. A pesar de tres ataques, el rey de Muang Sua, que era el tío de Fa Ngum, no pudo disuadir el tamaño del ejército de Fa Ngum y se suicidó antes de ser capturado vivo.
En 1353 Fa Ngum fue coronado,: 225  y llamó a su reino Lan Xang Hom Khao "La tierra del millón de elefantes y el parasol blanco", Fa Ngum continuó con sus conquistas para asegurar las áreas alrededor del Mekong moviéndose para tomar Sipsong Panna (la moderna Prefectura Autónoma Dai de Xishuangbanna) y comenzó a moverse hacia el sur hasta las fronteras de Lanna a lo largo del Mekong. El rey Phayu de Lanna levantó un ejército que Fa Ngum arrolló en el Chiang Saen, obligando a Lanna a ceder parte de su territorio y a proporcionarle valiosos regalos a cambio del reconocimiento mutuo. Habiendo asegurado sus fronteras inmediatas Fa Ngum regresó a Muang Sua.
En 1351 Uthong, casado con una hija del rey jemer Suphanburi, fundó la ciudad de Ayutthaya. Sin embargo, los restos del imperio jemer entraron en conflicto directo con el creciente poder de Ayutthaya y ambos se convirtieron en rivales más que en aliados. A lo largo de la década de 1350, Ayutthaya se expandió por los territorios jemeres occidentales y la meseta de Khorat. En 1352 Angkor fue atacada por Ayutthaya en un intento fallido de tomar la capital.
Vientián seguía siendo independiente y poderosa, y el creciente poder de Ayutthaya amenazaba la estabilidad regional. En 1356 Fa Ngum marchó hacia el sur para tomar Vientián por no haber apoyado su anterior avance sobre Muang Sua. En 1357 tomó Vientián y las llanuras circundantes, y marchó hacia el sur para afirmar el control del Lao sobre las áreas tomadas por Ayutthaya. Fa Ngum atravesó la Meseta de Khorat tomando las principales ciudades a lo largo de los ríos Mun y Chi y avanzando hasta el sur de Roi Et.
En Roi Et, Fa Ngum desafió directamente a Ayutthaya, que reconoció el control de Lan Xang sobre la Meseta de Khorat. Uthong envió 100 elefantes, oro, plata, más de 1.000 piezas de marfil y desposó a su hija Nang Keo Lot Fa para que fuera una segunda esposa de Fa Ngum. Hacia 1357 Fa Ngum había establecido el mandala para el Reino de Lan Xang que se extendía desde las fronteras del Sipsong Panna con China hacia el sur hasta la Sambor por debajo de los rápidos del Mekong en la Isla de Khong, y desde la frontera vietnamita a lo largo de la Cordillera de Annamite hasta la escarpa occidental de la Meseta de Khorat. Era, pues, uno de los mayores reinos del sudeste asiático.

### Rey Samsenthai y reina Maha Devi
Fa Ngum nuevamente llevó a Lan Xang a la guerra en la década de 1360 contra Sukhothai, en la que Lan Xang salió victorioso en defensa de su territorio, pero dio a las facciones de la corte en competencia y a la población cansada de la guerra una justificación para deponer a Fa Ngum a favor de su hijo Oun Huean. Fa Ngum se exilió en Muang Nan, donde murió entre 1373 y 1390.
En 1371, Oun Huean fue coronado como Rey Samsenthai (Rey de 300.000 tai), un nombre cuidadosamente elegido para el príncipe lao-jemer, que mostraba preferencia por la población lao-tai que gobernaba sobre el Jemer facciones en la corte. Samenthai consolidó las ganancias de su padre y luchó contra Lanna en el Chiang Saen durante la década de 1390. En 1402 recibió reconocimiento formal para Lan Xang del Imperio Ming en China.

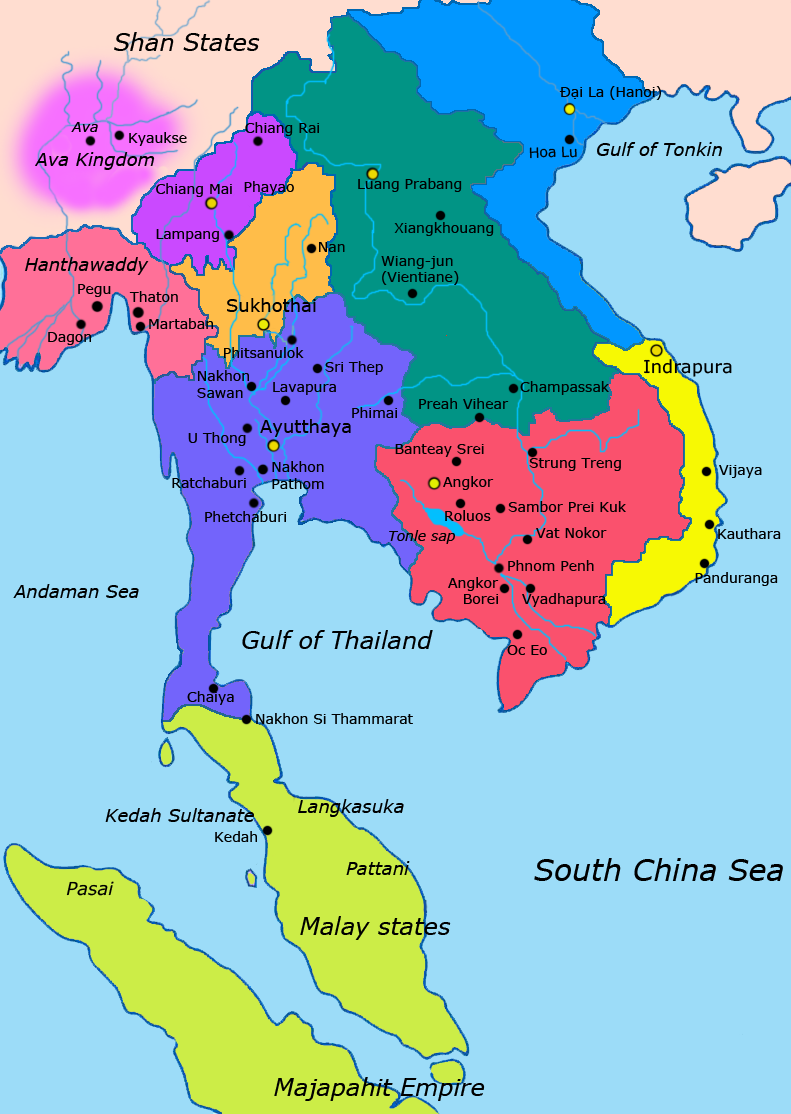
Sudeste asiático continental a principios del
Verdeza: Lan Xang
Púrpura : Lan Na
Orange: Reino de Sukhothai
Blue Violet: Reino de Ayutthaya
Rojo: Imperio Jemer
Amarillo: Champa
Azul: Đại Việt

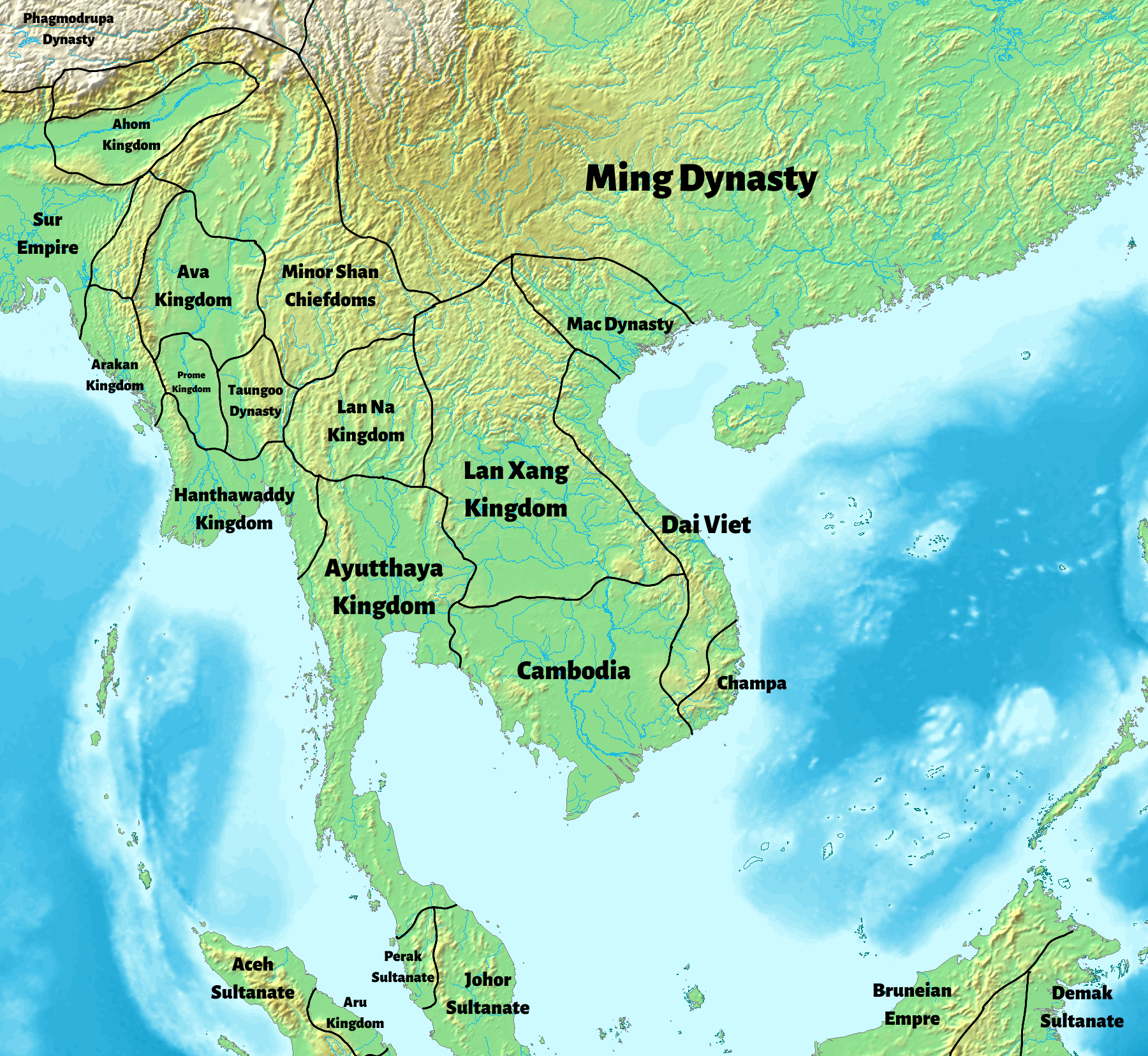
Lan Xang y el sudeste asiático continental en 1540 d. C.

En 1416, a la edad de sesenta años, Samsenthai murió y fue sucedido por su canción Lan Kham Daeng. Las Crónicas Viet registran que durante el reinado de Lan Kham Daeng en 1421 el Levantamiento de Lam Sơn tuvo lugar bajo Lê Lợi contra el Ming, y buscó la ayuda de Lan Xang. Se envió un ejército de 30 000 con 100 elefantes de caballería, pero en cambio se puso del lado de los chinos.
La muerte de Lan Kham Daeng marcó el comienzo de un período de incertidumbre y regicidio. De 1428 a 1440 siete reyes gobernaron Lan Xang; todos fueron asesinados por asesinato o intriga guiada por una Reina conocida sólo por su título como "Maha Devi" o como "Nang Keo Phimpha" "La Cruel". Es posible que de 1440 a 1442 gobernó Lan Xang como la primera y única mujer líder, antes de ser ahogada en el Mekong en 1442 como ofrenda a los naga. En 1440 Vientián se rebeló, pero a pesar de los años de inestabilidad la capital en Muang Sua pudo reprimir la rebelión. Un interregno comenzó en 1453 y terminó en 1456 con la coronación del rey Chakkaphat (1456–1479).

### La Guerra del Elefante Blanco con Đại Việt
En 1448, durante la revuelta del Maha Devi, Muang Phuan y algunas zonas a lo largo del río Negro fueron anexadas por el reino de Đại Việt y se produjeron varias escaramuzas contra Lanna a lo largo del río Nan. En 1471 emperador Lê Thánh Tông de Đại Việt invadió y destruyó el reino de Champa. También en 1471, Muang Phuan se rebeló y varios vietnamitas fueron asesinados. Hacia 1478 se preparaba una invasión a gran escala de Lan Xang en retribución por la rebelión de Muang Phuan y, sobre todo, por apoyar al Imperio Ming en 1421.
Por la misma época, un elefante blanco había sido capturado y llevado al rey Chakkaphat. El elefante era reconocido como símbolo de la realeza en todo el sudeste asiático y Lê Thánh Tông solicitó que el pelo del animal fuera llevado como regalo a la corte vietnamita. La petición fue vista como una afrenta y, según la leyenda, se envió en su lugar una caja llena de estiércol. Una vez establecido el pretexto, una enorme fuerza vietnamita de 180.000 hombres marchó en cinco columnas para someter a Muang Phuan, y se encontró con una fuerza Lan Xang de 200.000 infantes y 2.000 elefantes de caballería de apoyo que estaba dirigida por el príncipe heredero y tres generales de apoyo.
Las fuerzas vietnamitas obtuvieron una reñida victoria y continuaron hacia el norte para amenazar Muang Sua. El rey Chakkaphat y la corte huyeron hacia el sur, hacia Vientián a lo largo del Mekong. Los vietnamitas tomaron la capital de Luang Prabang, y luego dividieron sus fuerzas para crear un ataque en pinza. Una rama continuó hacia el oeste, tomando Sipsong Panna y amenazando a Lanna, y otra fuerza se dirigió al sur a lo largo del Mekong hacia Vientián. Un contingente de tropas vietnamitas consiguió llegar a la parte alta del río Irrawaddy (la actual Myanmar).  El rey Tilok y Lanna destruyeron preventivamente al ejército del norte, y las fuerzas alrededor de Vientián se reunieron bajo el mando del hijo menor del rey Chakkaphat, el príncipe Thaen Kham. Las fuerzas combinadas destruyeron las fuerzas vietnamitas, que huyeron en dirección a Muang Phuan. Aunque sólo contaban con unos 4.000 hombres, los vietnamitas destruyeron la capital de Muang Phuan en un último acto de venganza antes de retirarse.
El príncipe Thaen Kham se ofreció entonces a restaurar a su padre Chakkphat en el trono, pero éste se negó y abdicó en favor de su hijo, que fue coronado como Suvanna Balang (La Silla de Oro) en 1479. Los vietnamitas no invadieron el Lan Xang unificado durante los siguientes 200 años, y Lanna se convirtió en un estrecho aliado de Lan Xang.

### El rey Visoun y el florecimiento de la cultura

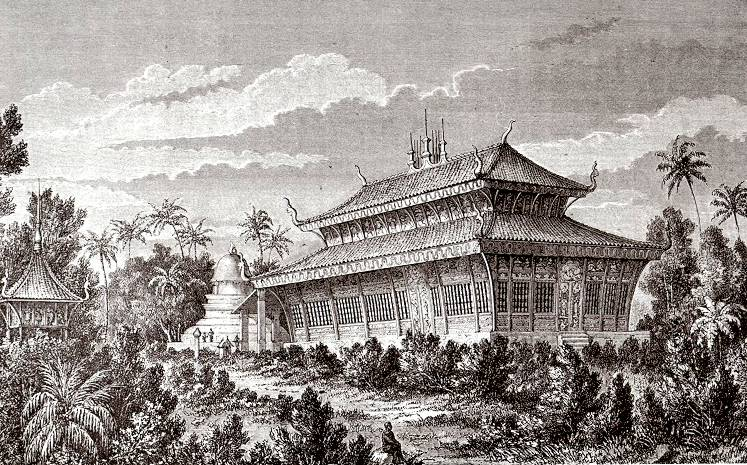
Wat Visoun, según Louis Delaporte c.1867

A través de los reyes posteriores Lan Xang repararía los daños de la guerra con Đại Việt, lo que llevó a un florecimiento de la cultura y el comercio. El rey Visoun (1500-1520) fue un importante mecenas de las artes y durante su reinado se escribió por primera vez la literatura clásica de Lan Xang. Los monjes y monasterios Budista Theravada se convirtieron en centros de aprendizaje y la sangha creció tanto en poder cultural como político. El Nithan Khun Borom (Historia de Khun Borom) apareció por primera vez en forma escrita, junto con varias transcripciones de los Cuentos Jataka que recuerdan vidas anteriores del Buda Gautama. El Tripitaka se transcribió del Pali al Lao, y también se escribió la versión lao del Ramayana o Pra Lak Pra Lam.
Se escribieron poemas épicos junto con tratados de medicina, astrología y derecho. También se sistematizó la música de la corte y se creó la orquesta clásica de la corte. El rey Visoun también patrocinó varios templos importantes o "wats" en todo el país. Eligió el Phra Bang, una imagen de pie de Buda en el mudra o posición de "disipar el miedo", para que fuera el paladio de Lan Xang. El Phra Bang había sido traído por la esposa jemer de Fa Ngum, Keo Kang Ya, desde Angkor como regalo de su padre. Tradicionalmente se cree que la imagen fue forjada en Ceilán, que era el centro de la tradición del Budista Therevada y fue hecha de thong una aleación de oro y plata.
El Phra Bang se había mantenido en Vientián hasta ese momento, en parte debido a la fuerza de las creencias tradicionales animistas en Muang Sua. La imagen de Phra Bang era tan venerada que la capital fue rebautizada en su honor de Muang Sua a Luang Prabang. Rey Visoun, su hijo Photisarath, su nieto Setthathirath, y su bisnieto Nokeo Koumane proporcionarían a Lan Xang una sucesión de líderes fuertes que fueron capaces de preservar y restaurar el reino a pesar de los tremendos desafíos internacionales en los años siguientes.

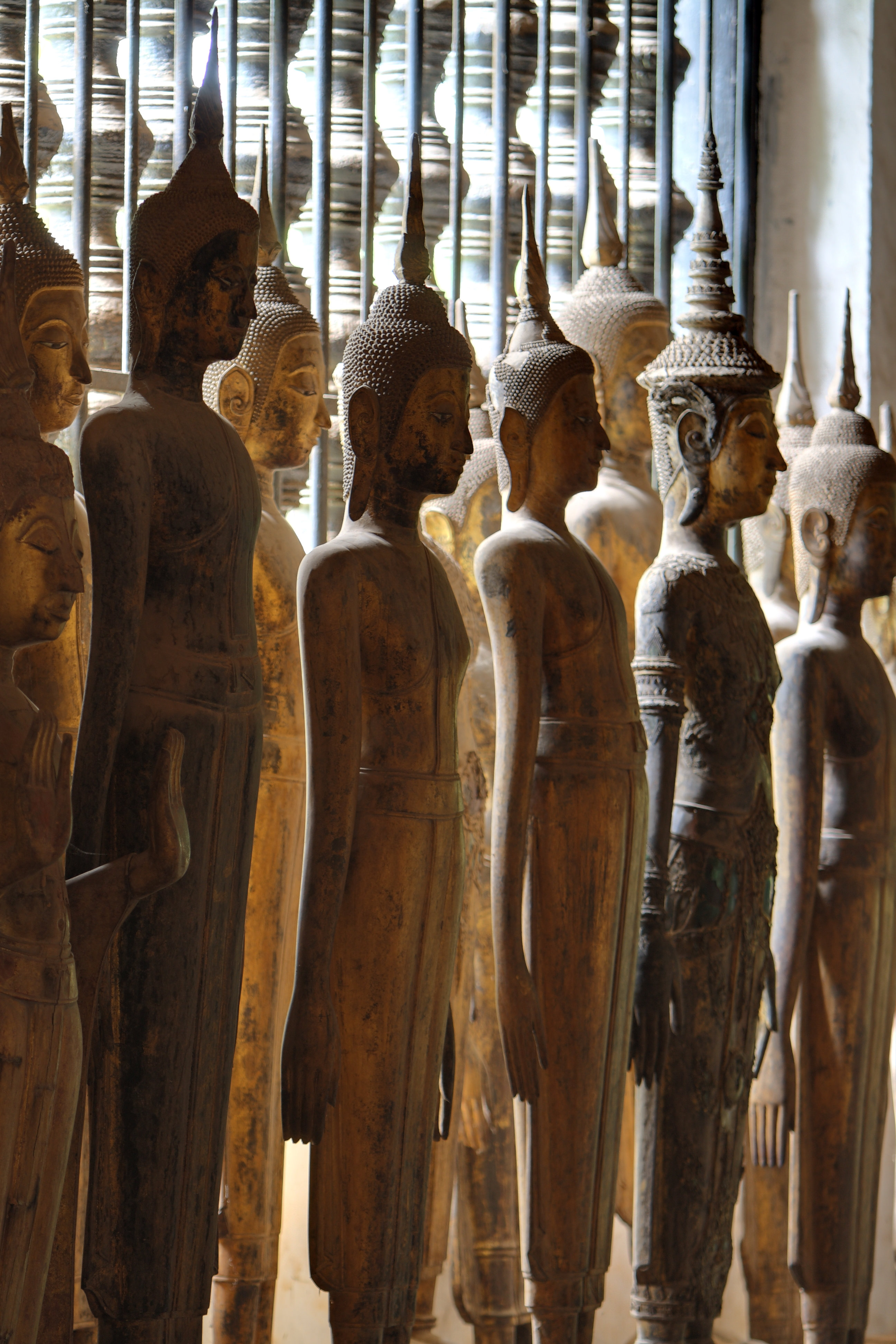
Wat Visoun, Luang Prabang

### La Edad de Oro de Lan Xang

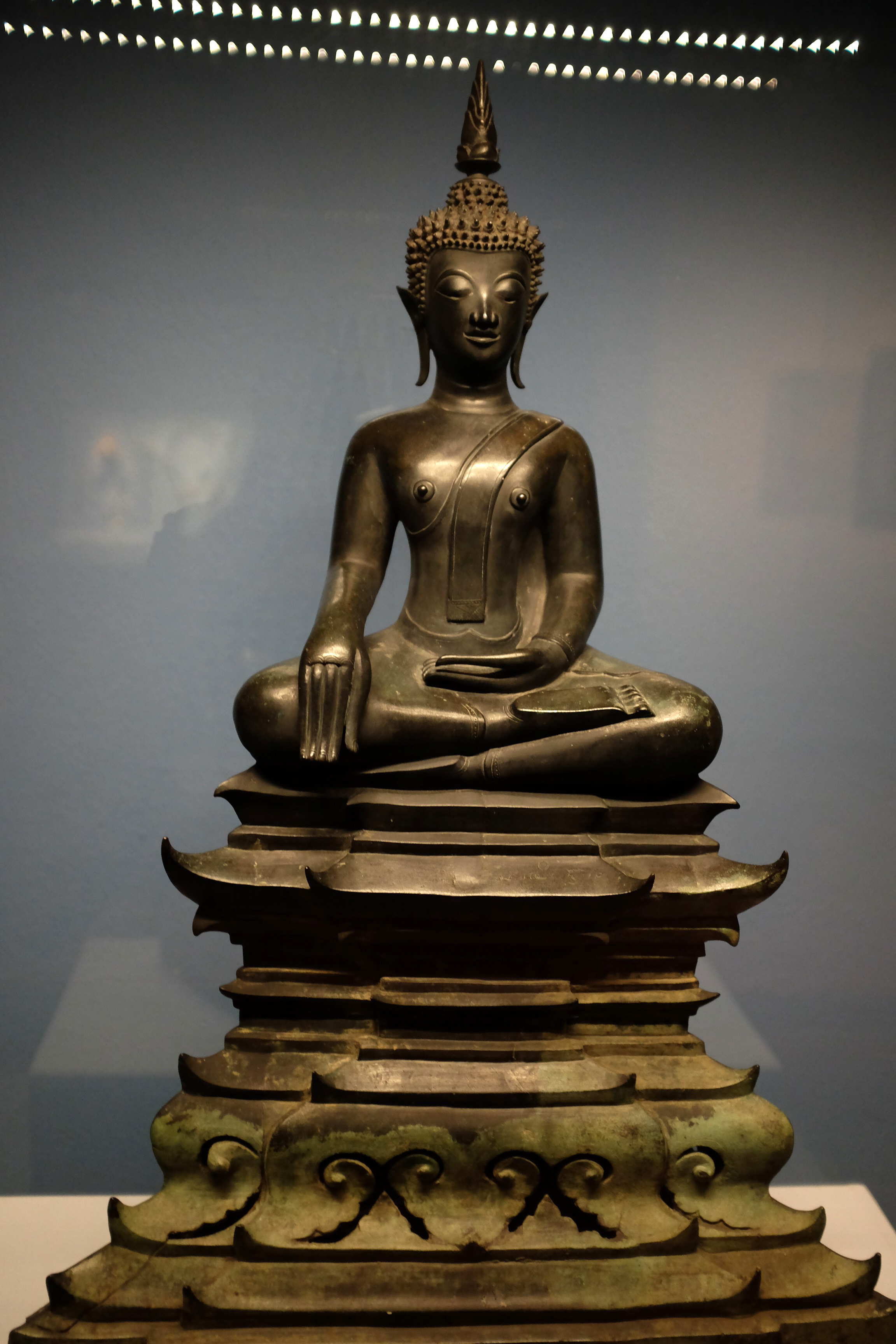
Figura de Buda sentado de Lan Xang,.

Bajo el reinado de Rey Sourigna Vongsa (1637-1694) Lan Xang vivió un periodo de cincuenta y siete años de paz y restauración. Durante este periodo, la sangha de Lan Xang se encontraba en la cúspide del poder, atrayendo a monjes y monjas para el estudio religioso de todo el Sudeste Asiático. La literatura, el arte, la música y la danza de la corte experimentaron un renacimiento. El rey Sourigna Vongsa revisó muchas de las leyes de Lan Xang y estableció tribunales judiciales. También concluyó una serie de tratados que establecían tanto acuerdos comerciales como fronteras entre los reinos circundantes.
En 1641, Gerritt van Wuysthoff, de la Compañía Holandesa de las Indias Orientales, estableció contactos comerciales formales con Lan Xang. Van Wuysthoff dejó cuentas europeas detalladas de los bienes comerciales, y estableció relaciones de la Compañía con Lan Xang a través de Longvek y el Mekong.
En 1642, el padre Giovanni Maria Leria, un jesuita, fue el primer misionero católico que llegó a Lan Xang. Después de cinco años, tuvo muy poco éxito con las conversiones en el país fuertemente budista y regresó a Macao, vía Vietnam en 1647. Dejó una descripción del palacio real en Vientián durante el apogeo del poder en Lan Xang.

El palacio real, cuya estructura y simetría son admirables, puede verse desde lejos. Realmente es de un tamaño prodigioso, tan grande que uno lo tomaría por una ciudad, tanto por su situación como por el infinito número de personas que lo habitan. Los aposentos del rey están adornados con un magnífico portal e incluyen una serie de hermosas habitaciones junto con un gran salón, todo ello hecho de madera incorruptible (teca) y adornado por fuera y por dentro con excelentes bajorrelieves, tan delicadamente dorados que parecen estar chapados en oro más que cubiertos con pan de oro. Desde los apartamentos del rey, al entrar en los amplísimos patios, se ve primero una gran serie de casas, todas de ladrillo y cubiertas de azulejos, donde suelen vivir las esposas secundarias del rey; y más allá de ellas una línea de más casas, construidas de la misma forma simétrica para los funcionarios de la corte. Podría escribir un volumen entero si intentara describir con exactitud todas las demás partes del palacio, sus riquezas, apartamentos, jardines y todas las demás cosas similares.
 P. Giovanni Maria Leria, (1663)

El palacio y toda la ciudad de Vientián fueron completamente destruidos por los tailandeses durante la Guerra Lao-Siamesa de 1827-28.

Pha That Luang y su lugar en Vientián.

## Decadencia y división
Los parientes del rey no toleraron la intervención vietnamita y surgieron graves guerras intestinas que culminaron en 1707 cuando se estableció un reino laosiano separado en Luang Prabang. Era el fin del Reino de Lang Xang como estado unificado: Laos se dividió en los estados, de Luang Prabang, Champasak y Vieng Chan.
Las hostilidades entre Siam, actual Tailandia y Vientián, acabaron en la conquista de Vientián en el año de 1778 y Luang Prabang se vio forzado a reconocer la soberanía siamesa. En 1828, Vientián trató de asentar su independencia, lo que condujo a que las fuerzas siamesas destruyeran por completo dicho reino. De hecho los tres reinos laosinaos no volvieron a ser gobernados conjuntamente sino hasta 1893, pero esta vez Laos quedaba convertido en un protectorado de Francia.